# Ардила, Андрес Камило
Андрес Камило Ардила Ордоньес (исп. Andrés Camilo Ardila Ordoñez); (род. 2 июня 1999, Mariquita, Толима) — колумбийский профессиональный шоссейный велогонщик, выступающий с 2020 года за команду мирового тура «UAE Team Emirates».

## Достижения
2017
2-й Чемпионат Колумбии — Групповая гонка (юниоры)
2-й Чемпионат Колумбии — Индивидуальная гонка (юниоры)
2018
5-й Vuelta a Colombia — Генеральная классификация U23
2019
1-й  Джиро д’Италия U23 — Генеральная классификация
1-й  — Молодёжная классификация
1-й — Этапы 4 и 5
3-й Vuelta a Colombia — Генеральная классификация U23